# Sophie Ellis-Bextor
Sophie Ellis-Bextor (Londres, 10 de abril de 1979) é uma cantora inglesa de música pop, compositora, modelo e DJ nascida no Reino Unido. É uma das vozes mais bem-sucedidas do cenário pop britânico dos anos 2000. Começou como vocalista da banda de indie rock Theaudience, na décad de 1990. Seus trabalhos misturam música dance com várias vertentes da música eletrônica, assim como elementos de música alternativa e pop rock.

## Início
Sophie Ellis-Bextor nasceu em Londres em 10 de abril de 1979, a filha do produtor de cinema e diretor Robin Bextor e da apresentadora do Blue Peter Janet Ellis, que se separaram quando ela tinha quatro anos.
Ela frequentou a St. Stephen's School e depois a Godolphin and Latymer School, em Hammersmith. Algumas de suas primeiras apresentações públicas foram com a ópera infantil W11 Opera a partir da idade de treze anos, gora Bextor é a madrinha da organização.

## Carreira musical

### Theaudience
Ellis-Bextor começou sua carreira musical em 1997, com uma banda indie chamada Theaudience. Ela era a vocalista da banda. Ela gravou um dueto com o grupo Manic Street Preachers, "Black Holes for the Young". "A Pessimist Is Never Disappointed" talvez seja a sua única música mais conhecida. A banda se separou em dezembro de 1998. Em 1999, Ellis-Bextor fez uma aparição no álbum "Departure Lounge Here".

### Carreira Solo
Depois de se separar da banda Theaudience, Sophie parou de cantar por um ano. Em 2000, Sophie colaborou com o DJ italiano Spiller com a adição de vocais em sua música "Groovejet", seu primeiro trabalho gravado desde se separou da banda Theaudience."Groovejet (If This Ain't Love)" entrou nas paradas do Reino Unido em 1º lugar, batendo a ex-Spice Girl Victoria Beckham em sua primeira excursão solo ao ponto superior. Na sequência disso, as duas froam sido descritas como rivais. Porém elas alegam que não há qualquer rivalidade entre as duas e até já apareceram juntas em algumas fotos."Groovejet" ganhou vários prêmios: Nº 1, Pop Top 20, Nª 1, ILR; Nª 1, Radio 1, nº 8, " Dancefloor" no início de 2000 e o single do ano no "Melody Maker".

### Read My Lips
Em 2001, Sophie lançou seu álbum de estreia, Read My Lips. Ela chegou ao segundo lugar nas paradas da Inglaterra. Sua regravação da música "Take Me Home" da cantora Cher, chegou ao segundo lugar, assim como "Murder on the Dancefloor", que se tornou a música mais tocada durante 23 semanas, e se tornoua canção mais tocada na Europa em 2002. Em 2002, Read My Lips foi relançado com duas músicas novas (e uma versão ao vivo de "Groovejet") e Sophie conquistou o "Recording Artist Award" naquele ano "Showbusiness Awards". Seu terceiro single, "Get Over You "/" Move This Mountain" foi lançado em junho de 2002 e chegou ao número 3. O quarto single, "Music Gets the Best of Me", subiu para o 14º lugas em dezembro. No início de 2002, Sophie Ellis-Bextor foi nomeada para o "British Female Solo Artist" Brit Award, passando a ser nomeada por mais dois anos consecutivos. Nesse mesmo ano, ele ganhou os prêmios de Melhor Single e Melhor Ibiza Tune no Muzik Ericsson Awards.

### 2003:Shoot from the Hip
Apesar da falta de sucesso comercial, colocou os singles "Mixed Up World" e "I Won't Change You" no top 10 britânico. Um disco mais voltado para o pop rock, com elementos de electropop, foi recebido razoavelmente pela crítica, e atingiu a 19ª posição no Reino Unido. Um ex-namorado de Sophie contribuiu como backing vocal em duas faixas do álbum. A divulgação do álbum foi encerrada assim que Sophie descobriu que estava grávida de seu primeiro filho.

### 2007:Trip the Light Fantastic
Sophie volta as paradas com o sucesso de "Catch You". Um disco similar ao seu de estréia, onde incorporou a disco music, e o pop rock, e que também lançou as faixas "Me & My Imagination" e "Today The Sun's On Us". Foi aclamado pelos críticos pela sua sofisticada produção, e foi considerado como um dos melhores lançamentos da década. Trip the Light Fantastic foi certificado com disco de ouro pela Indústria Fonográfica Britânica em julho de 2008, por sua venda de 100.000 cópias no Reino Unido.
Bextor apoiou George Michael em sua perna turnê pelo Reino Unido em Junho de 2007. Sua própria turnê pelo Reino Unido, a Trip the Light Fantastic Tour, estava prevista para começar em agosto de 2007, mas foi adiada depois de Ellis-Bextor ser convidado para ser "convidada especial" na turnê Beautiful World Passeie do grupo Take That que começou em outubro de 2007.

### 2011:Make A Scene
Seu quarto álbum Make a Scene, foi lançado em junho de 2011. Depois de muitos adiamentos, finalmente foi lançado através de seu selo próprio, acompanhado dos singles "Bittersweet" e "Starlight", e das colaborações feitas anteriormente entre Sophie e alguns DJ's. Incorporou elementos de synthpop, disco, house e electropop.

### 2012-presente eWanderlust
Em maio de 2011, ela revelou que já começou a trabalhar em seu quinto álbum. Ela voltou à cena internacional em uma turnê em 2011, tocando em lugares como o Festival SoulNation em Jacarta, assim como na Austrália, fazendo shows em Sydney e Melbourne. Ellis-Bextor colaborou com o DJ francês Bob Sinclar em uma faixa intitulada "F**k with You", que foi incluída no seu álbum, Disco Crash e se tornou um popular hit na Europa Continental. Apesar de ser da Inglaterra, Sophie costuma lançar álbums exclusivamente na Rússia e Ucrânia aonde detêm recorde de vendas.
EP
- 2009: Sophie Ellis-Bextor: iTunes Live in London

### Singles
- "GrooveJet (If This Ain't Love)"
- "Take Me Home"
- "Murder On The DanceFloor"
- "Get Over You/Move This Mountain"
- "Music Gets The Best Of Me"
- "Mixed Up World"
- "I Won't Change You"
- "Catch You"
- "Me And My Imagination"
- "Today The Sun's On Us"
- "If I Can't Dance"
- "Heartbreak Make Me A Dancer"
- "Not Giving Up On Love"
- "Can't Fight This Feeling"
- "Bittersweet"
- "Starlight"
- "Young Blood"
- "Runaway Dreamer"
- "Love Is A Camera"
- "The Deer & The Wolf"
- "Come With Us"